# Майк Браун (плавець)
Майк Браун (англ. Mike Brown, 5 травня 1984) — канадський плавець.
Учасник Олімпійських Ігор 2004, 2008 років.
Призер Чемпіонату світу з водних видів спорту 2005 року.
Призер Пантихоокеанського чемпіонату з плавання 2002 року.
Переможець Ігор Співдружності 2006 року, призер 2002 року.